# Піщане (Старобільський район)
Піща́не — село в Україні, у Чмирівській сільській громаді Старобільського району Луганської області. Населення становить 1896 осіб.
Село постраждало внаслідок геноциду українського народу, вчиненого урядом СРСР у 1932—1933 роках, кількість встановлених жертв — 124 людей.

## Населення

### Мова
Розподіл населення за рідною мовою за даними перепису 2001 року:
| Мова            | Кількість | Відсоток |
| --------------- | --------- | -------- |
| українська      | 1589      | 83.81%   |
| російська       | 291       | 15.35%   |
| ромська         | 9         | 0.47%    |
| білоруська      | 3         | 0.16%    |
| вірменська      | 1         | 0.05%    |
| інші/не вказали | 3         | 0.16%    |
| Усього          | 1896      | 100%     |

## Також
- Перелік населених пунктів, що постраждали від Голодомору 1932-1933, Луганська область